# چراغ‌قلعه
چراغ‌قلعه (ترکی آذربایجانی: Çıraqqala)، همچنین با نام‌های Çiraq Qala یا Çirax Qala شناخته می‌شود، از دژهای باستانی ایرانی است که در سده پنجم میلادی در زمان ساسانیان ساخته شد. این دژ در منطقه دشتی ساحلی در شمال باکو قرار دارد و امروزه ویرانه‌هایی از آن برجا است.
چراغ‌قلعه بر فراز کوهی در جنگل قوبا قرار گرفته است و خانات قوبا در سده هیجدهم برای دفاع از خود از این قلعه استفاده کرد.
امروزه، قلعه چراغ یک مکان تاریخی است که گردشگران زیادی از آن بازدید می‌کنند. با این حال، به دلیل وجود صخره‌های بزرگ و جاده‌های ناهموار، دسترسی به این قلعه با وسایل نقلیه تقریباً غیرممکن است و بیشتر بازدیدکنندگان پیاده به قله کوه صعود می‌کنند.

## تاریخچه
قلعه چراغ در قرن‌های ۴ تا ۵ میلادی ساخته شد و کارکرد آن به‌عنوان یک برج دیده‌بانی عنوان شده است. موقعیت این قلعه به گونه‌ای بود که امکان هشدار سریع در برابر حملات ناگهانی دشمن را با روشن کردن مشعل‌ها فراهم می‌کرد. به همین دلیل نام آن «قلعه چراغ» گذاشته شده است. این قلعه بخشی از سامانه دفاعی گیلگیچای بود که دژهای باکو و دربند را نیز شامل می‌شد. عملکرد دفاعی این دژ در قرن ۱۸ متوقف شد. در اواسط قرن ۲۰، این قلعه به‌صورت جزئی بازسازی شد.

## نقشه سازه
یکی از مزیت‌های اصلی قلعه چراغ، موقعیت طبیعی آن است. این دژ دارای شکلی نامنظم و مستطیل‌مانند است. در شمال شرقی آن، صخره‌های عمیقی در امتداد مجموعه اصلی قرار گرفته‌اند.
قلعه شامل ۱۷ برج است—یک برج بزرگ و ۱۶ برج کوچک. این برج‌ها امکان مشاهده محیط اطراف را در شعاع چند ده کیلومتری فراهم می‌کنند.

## نگارخانه

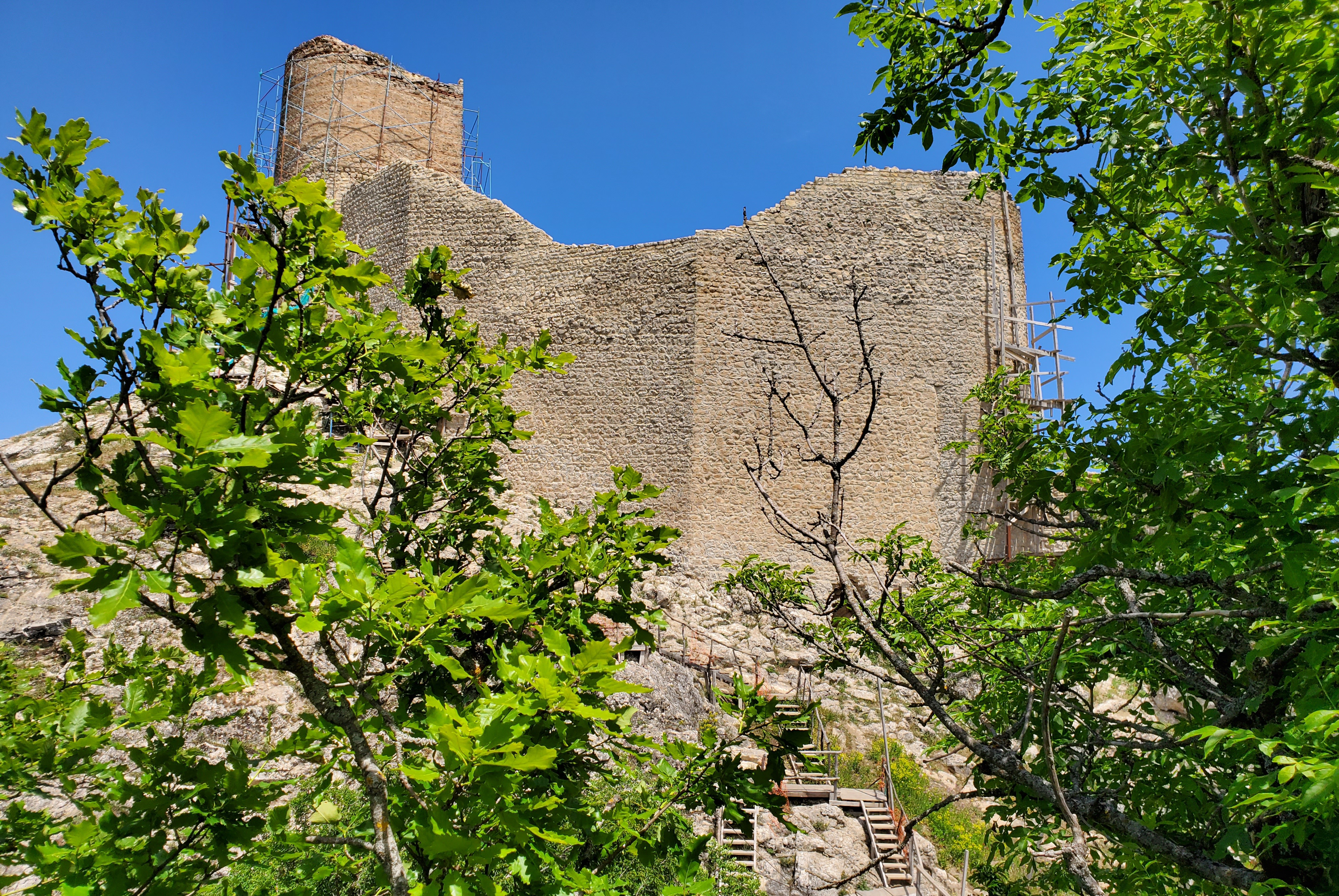
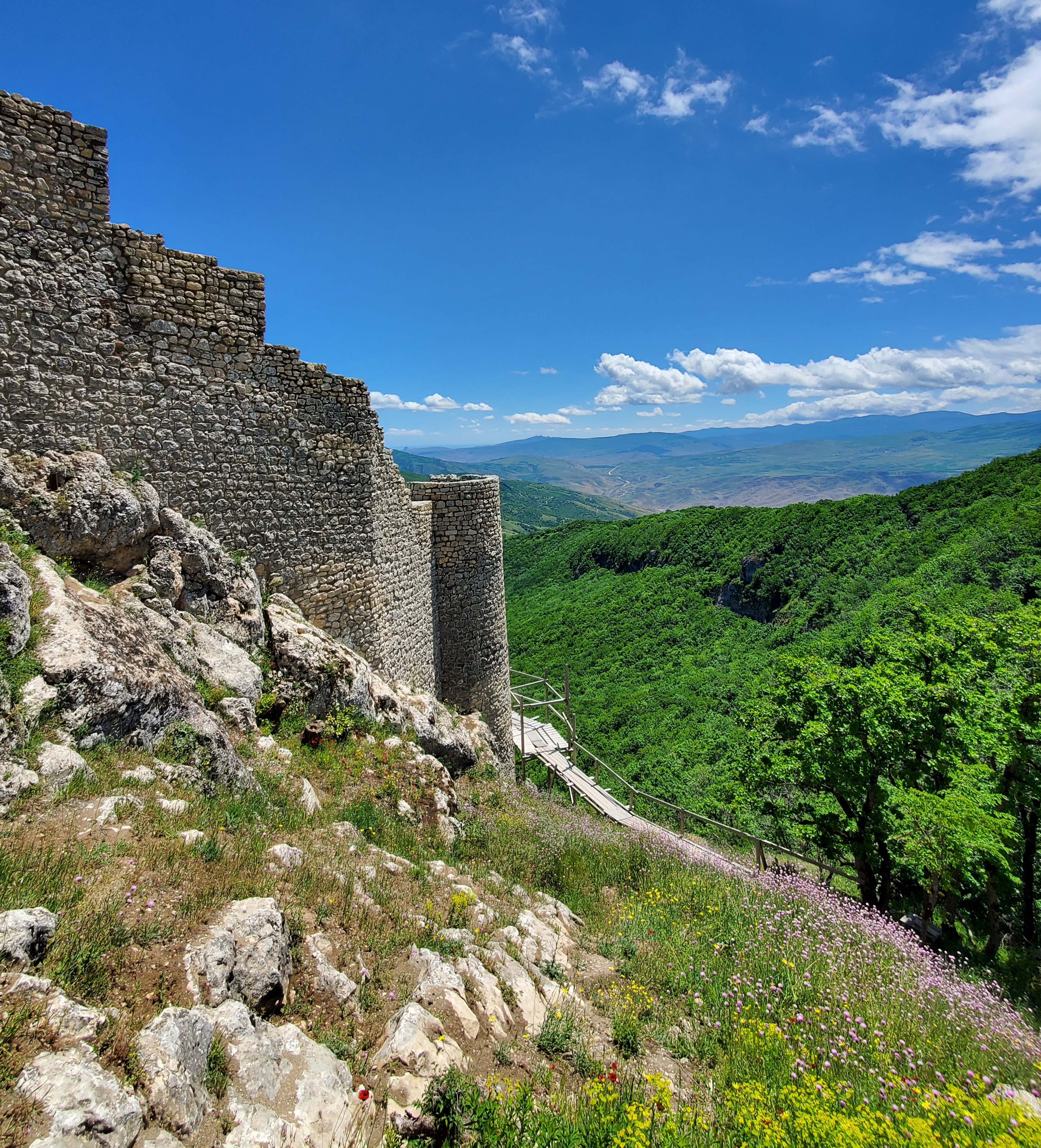
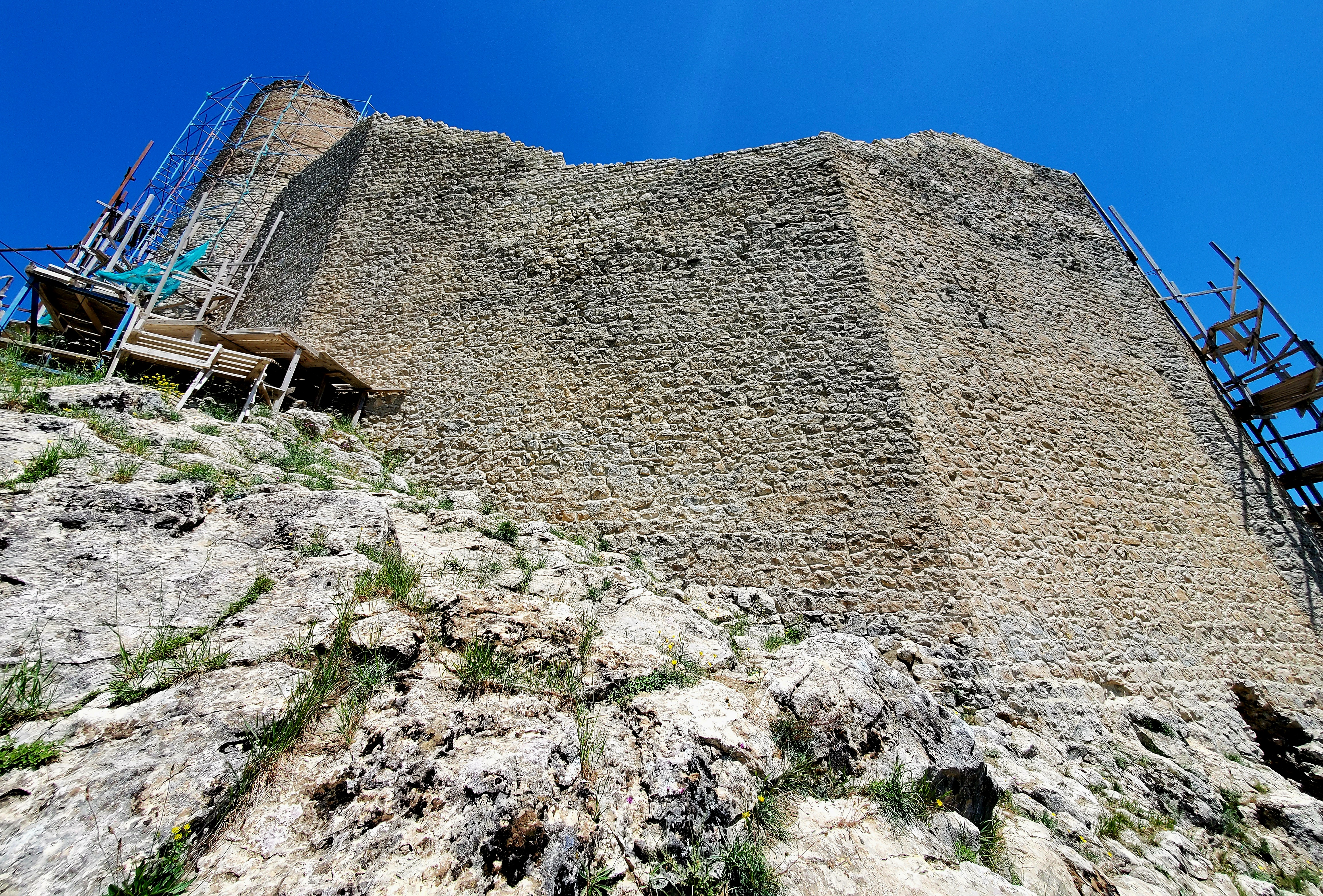
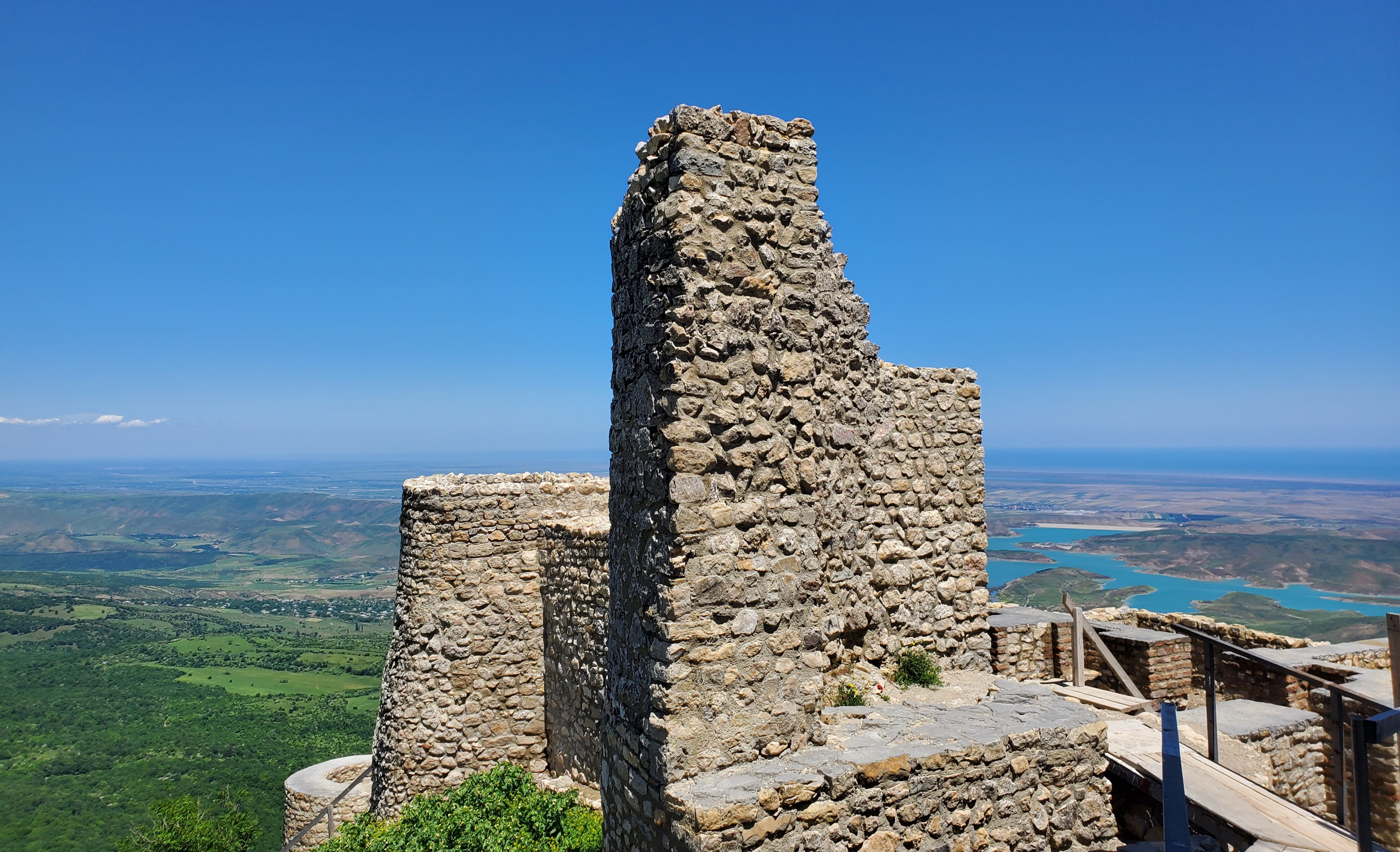
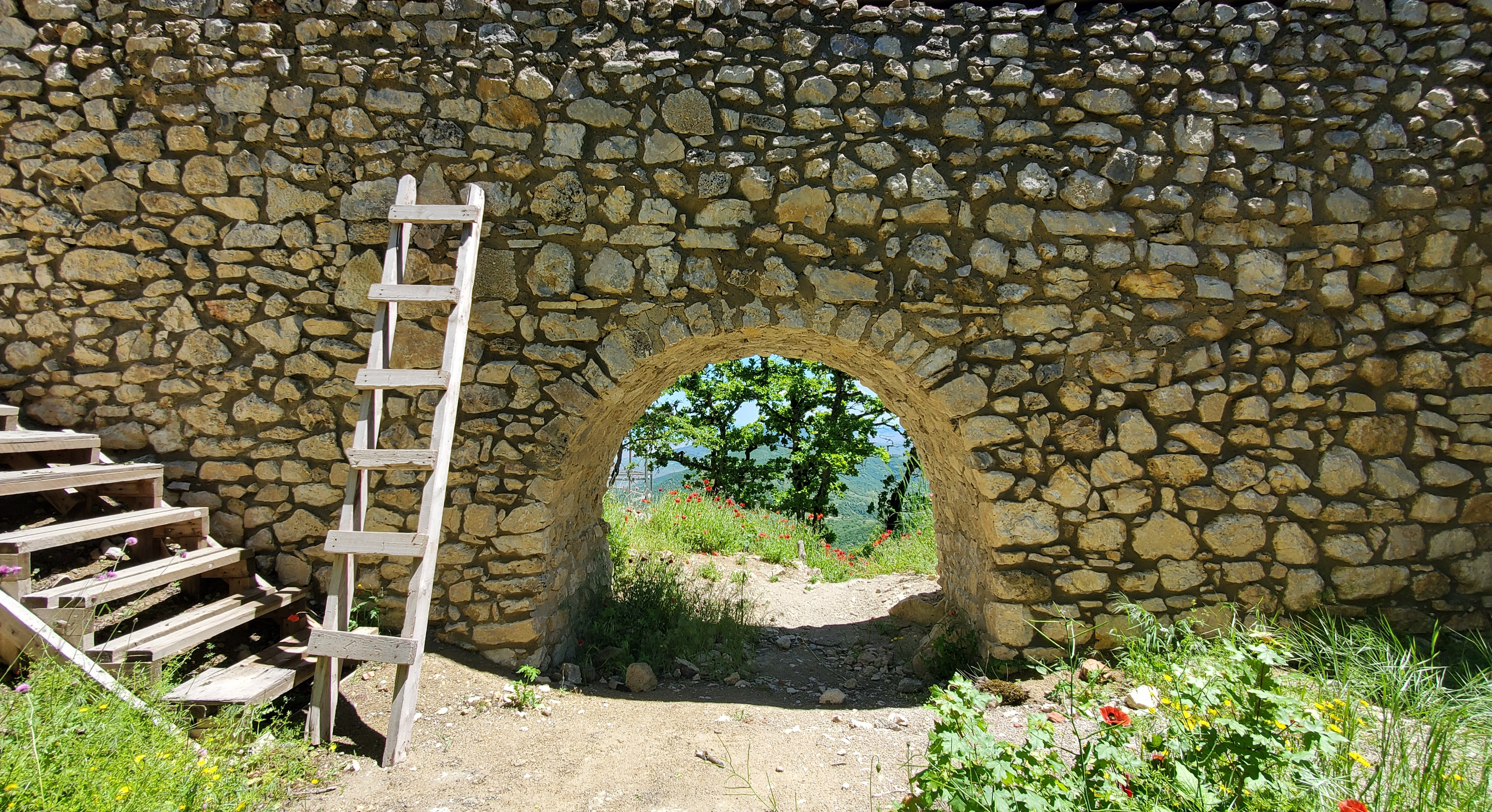
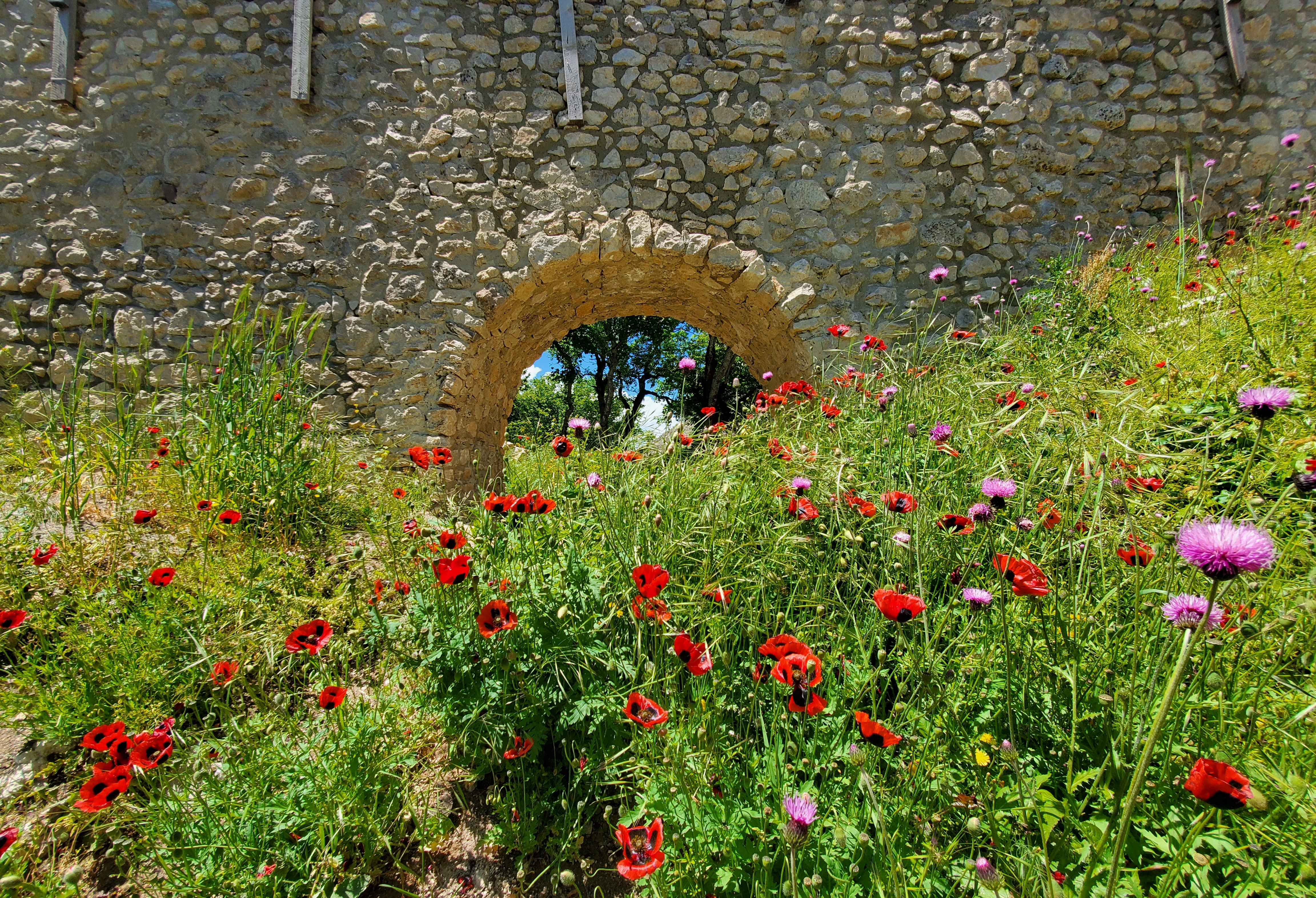
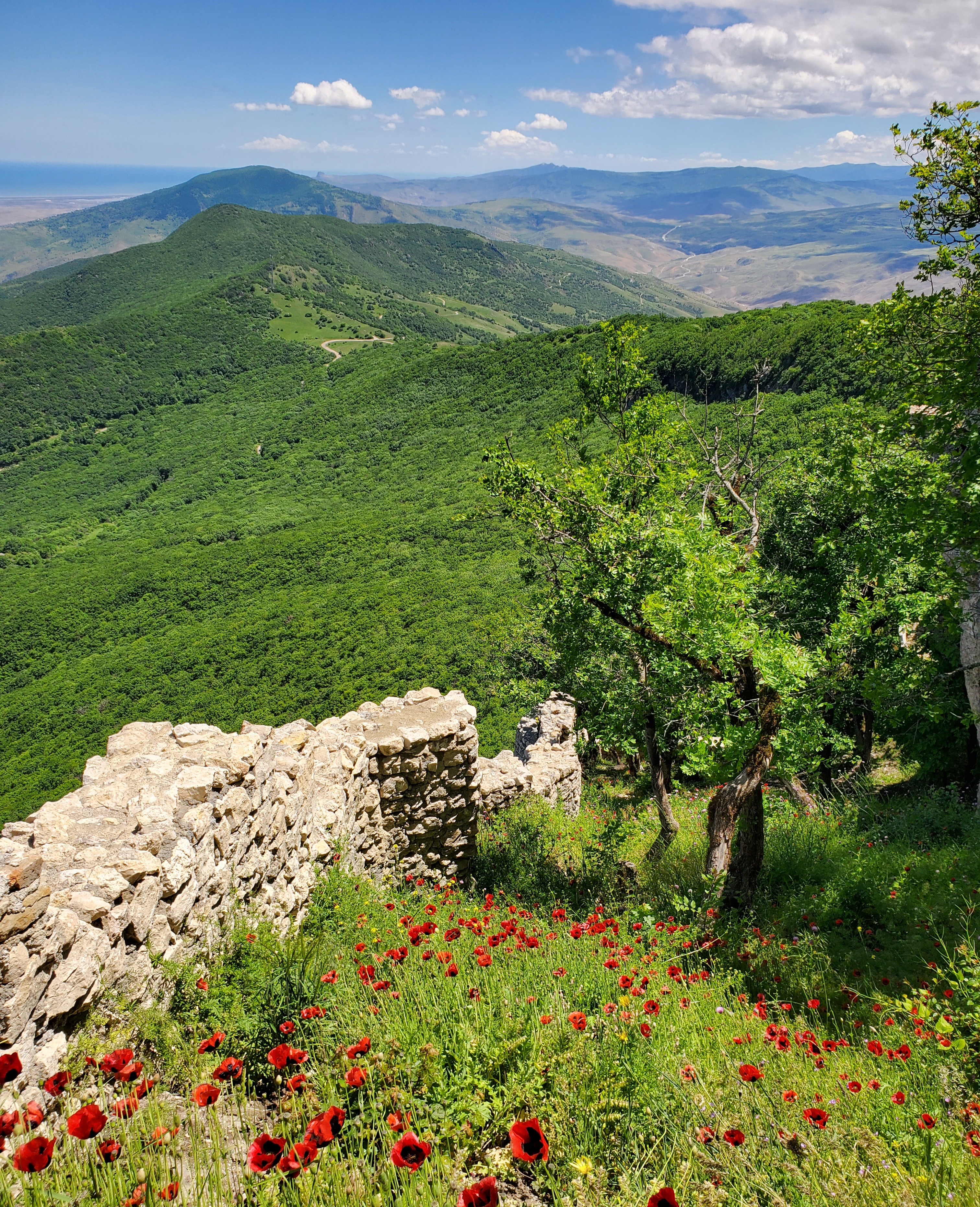
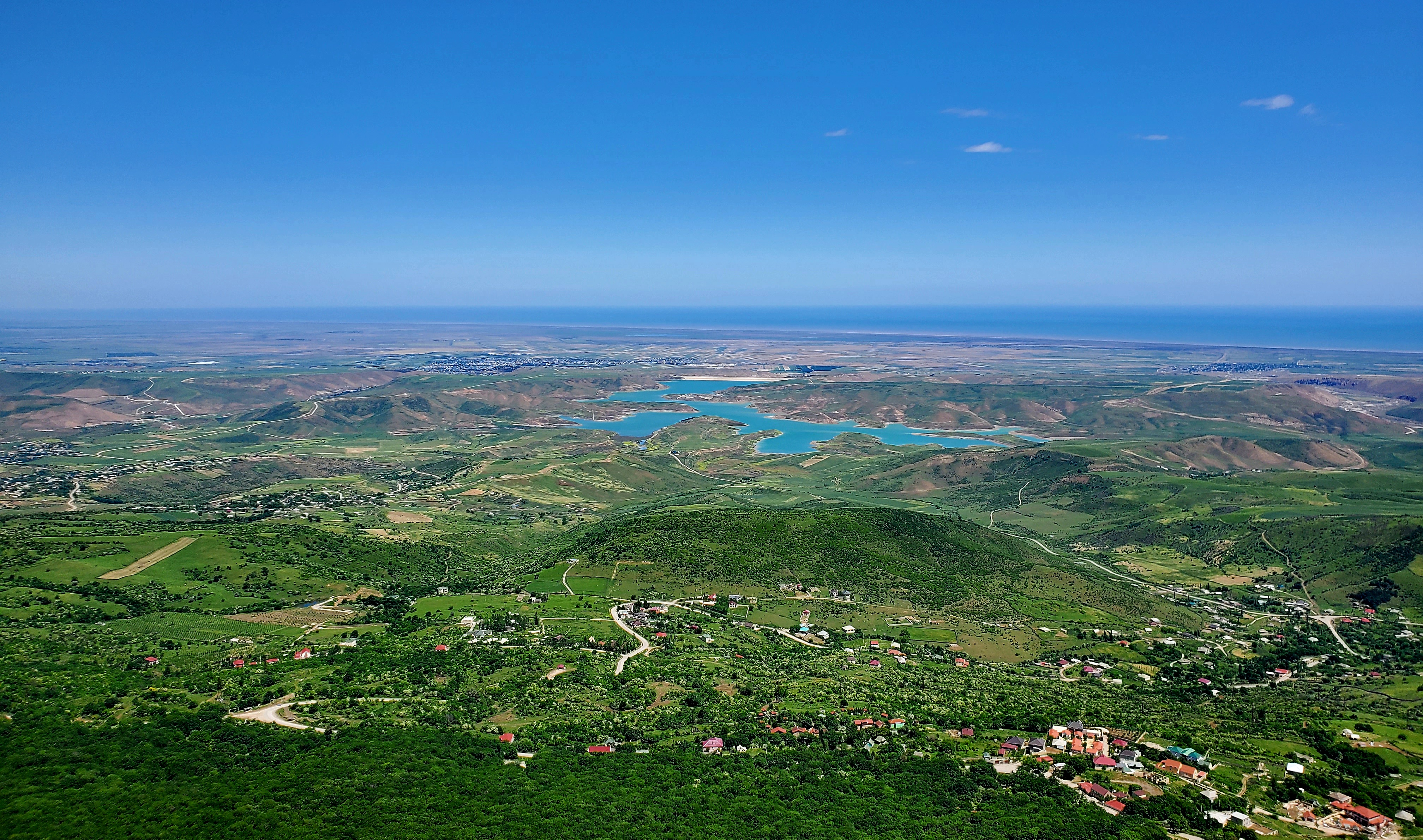